# Cono gelato
Il cono gelato è un contenitore per il gelato di forma conica aperto alla base, spesso fatto di una pasta commestibile (wafer) a cui si può dare una forma arbitraria (cono, cono a coppa, con o senza punta tronca, coppetta) o da dischi di cialda e arrotolati in modo da avere dei coni (in alternativa si riescono ad ottenere delle coppette a conchiglia e quindi con i lati ondulati) o altre soluzioni come le ostie, da impugnare con la parte aperta in alto. Viene inventato nel 1903 da un italiano, Italo Marchioni, originario del Cadore, che lo brevettò a Washington. Si tratta di uno dei prodotti di food design italiani più importanti ed è famoso in tutto il mondo, nei suoi 100 anni di storia ha ricevuto molteplici mutamenti formali testimoniando intere generazioni sociali.

## Storia

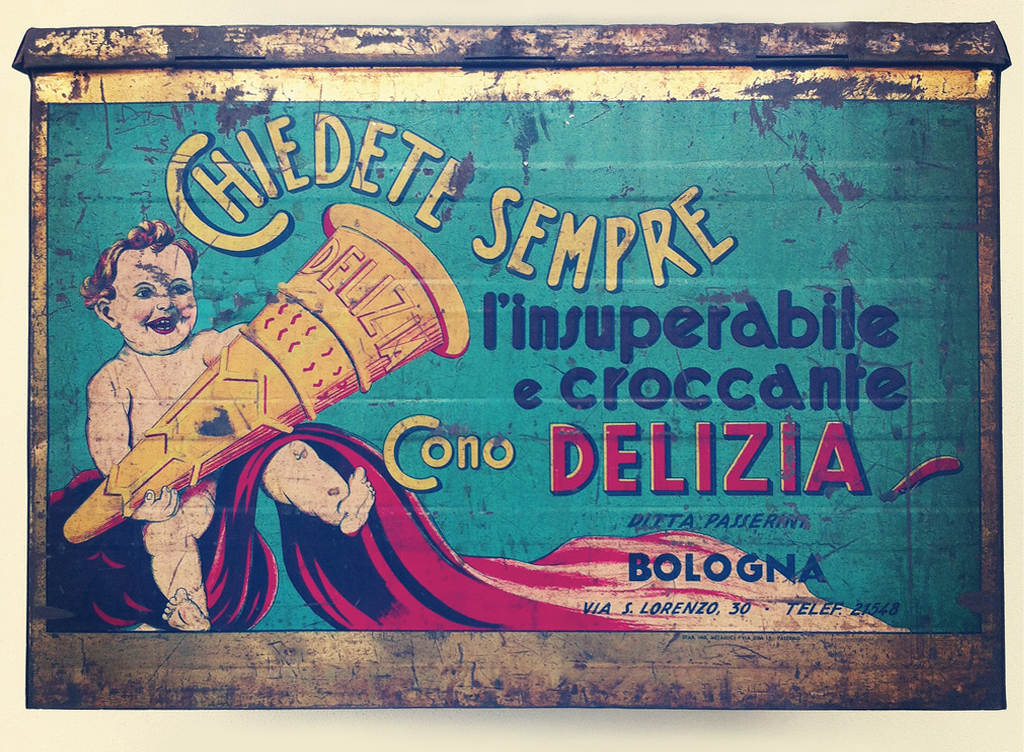
Vecchia scatola di latta per coni "Delizia" esposta al Gelato Museum Carpigiani

I primi gelati muniti di ostie di pane vennero confezionati in Italia. Caterina de' Medici attraverso la servitù e i suoi cuochi italiani introdusse le sue ricette in Francia durante il Rinascimento. In Inghilterra invece, sempre ad opera di Italiani, tale tradizione si diffuse solo nel Sedicesimo secolo. Coni in carta o metallo vennero usati in Francia, Germania e Gran Bretagna, durante il XIX secolo, per mangiare il gelato.
La ricetta del "Cornetto con crema" indica che - "i cornetti erano fatti con mandorle e cotti al forno, non premuti tra ferri". Ella inoltre aggiunge - "questi cornetti possono essere riempiti anche con qualsiasi gelato o sorbetto o crema o frutta, e servito a pranzo o a cena". Mrs Marshall fu una influente innovatrice e rese molto popolare il gelato in Gran Bretagna. Pubblicò due libri di ricette specifici sui gelati e brevettò inoltre una macchina per i gelati.

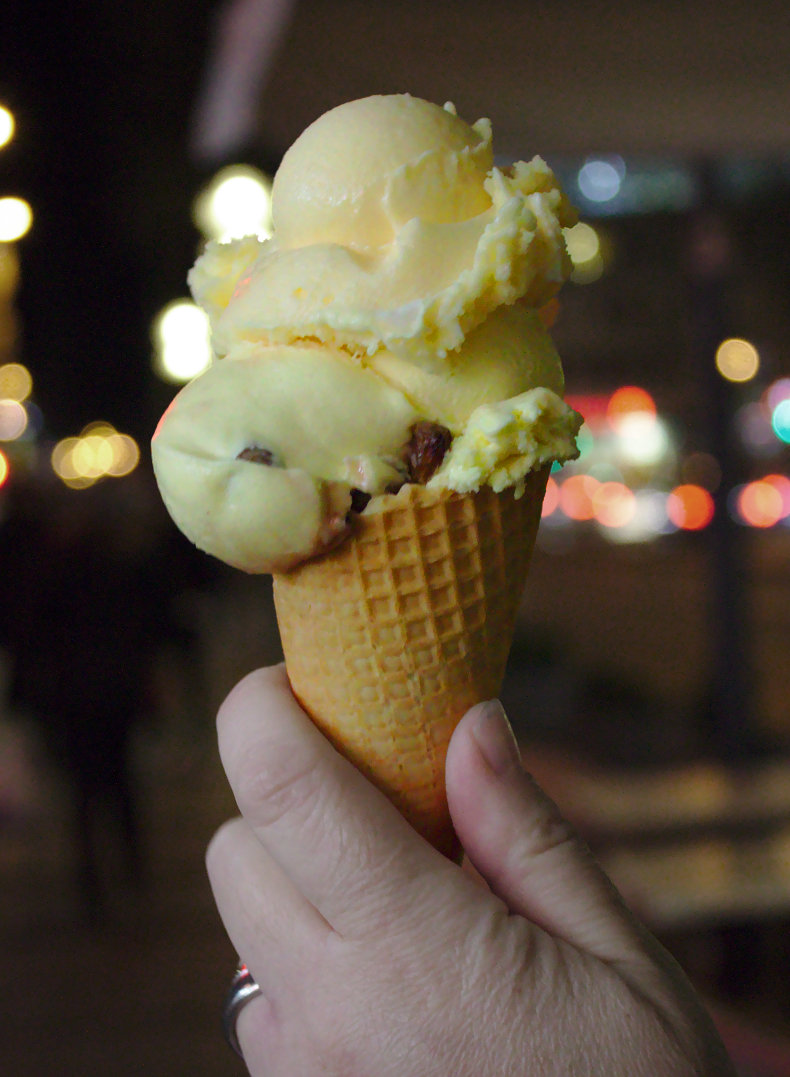
Cono con gelato

Il 13 dicembre 1903, Italo Marchioni (1868-1954), italiano residente a New York, ricevette il brevetto statunitense N. 746971 per l'invenzione del cono gelato che aveva venduto in America sin dal 1896. Pare difatti che l'idea nacque da uno stato di necessità dell'italiano, visto che inizialmente il suo gelato veniva servito in bicchieri di vetro. Capitava di frequente che i medesimi non venissero restituiti al gelataio, o che si rompessero accidentalmente scivolando dalle mani dei clienti, comportandogli dunque una piccola perdita di capitale. È attualmente l'inventore più accreditato proprio in virtù di quel brevetto che il medesimo richiese ai primi del Novecento.
Taluni invece pensano che il cono gelato sia invece stato inventato a St. Louis, Missouri il 23 luglio 1904 al Louisiana Purchase Exposition, dove la storia dice che un pasticciere siriano, Enrst Hamwi, che stava vendendo "Zalabia", una pasta croccante e gocciolante di sciroppo cotta in una pressa bollente per wafer, andò in aiuto al vicino venditore di gelati, forse Arnold Fornachou o Charles Menches, che stava finendo i piatti, arrotolando lo zalabia ancora caldo a forma di cono in modo che potesse contenere il gelato. Tuttavia, molti uomini che vendevano pasticcini alla World's Fair sostennero di essere stati gli inventori del cono gelato e solo dopo Marchioni, citando una varietà di diverse ispirazioni. Dopo la fiera, il cono gelato divenne popolare a St. Louis nel 1904. La storia di Hamwi è esclusivamente basata su una lettera che egli scrisse nel 1928, ben 25 anni dopo il brevetto di Marchioni, allo Ice Cream Trade Journal, dopo aver fondato la Cornucopia Waffle Company, che era diventata la Missouri Cone Company. Per quel periodo, l'industria dei coni gelato produceva già circa 250 milioni di coni l'anno in tutta la nazione.
La produzione su scala industriale dei primi coni, che venivano arrotolati a mano, avvenne intorno al 1912 quando Frederick Bruckmann, un inventore di Portland nell'Oregon, brevettò una macchina per arrotolare i coni gelato. Vendette la sua compagnia alla Nabisco nel 1928. L'idea di vendere coni gelato congelati era da lungo tempo un sogno dei produttori di gelato, ma non fu che nel 1959 che un altro italiano, un certo Spica, produttore di gelati con sede a Napoli, risolse il problema del gelato che rendeva fradicio il cono. Spica inventò un processo in cui l'interno del wafer veniva isolato dal gelato grazie ad uno strato di olio, zucchero e cioccolato. Spica registrò il nome "Cornetto" nel 1960. Le vendite iniziali furono scarse, ma nel 1976 la Unilever acquistò la Spica e iniziò una massiccia campagna di marketing in tutta Europa, rendendo il "Cornetto" uno dei gelati più popolari del mondo.

## Marketing e pubblicità

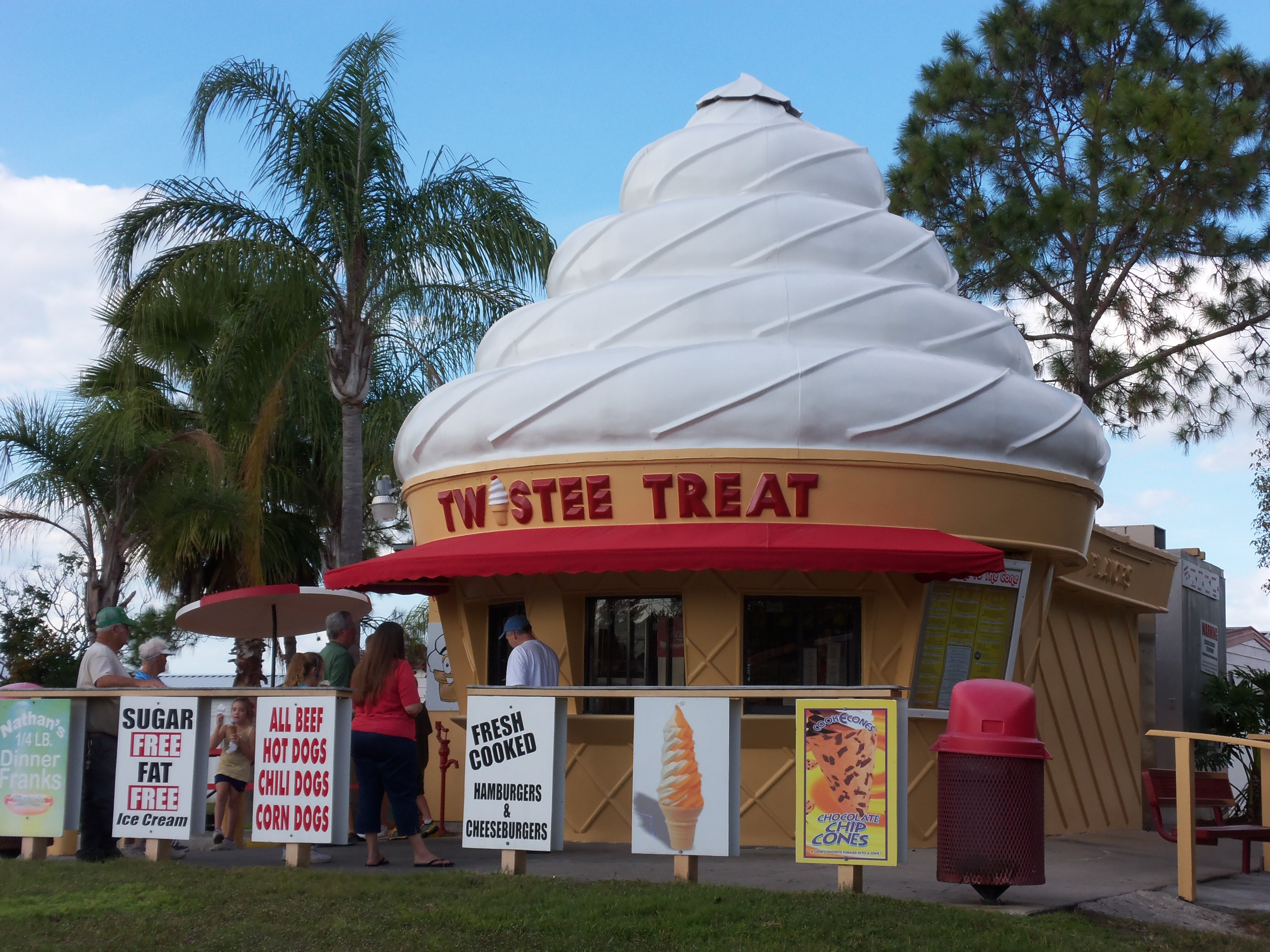
Una gelateria a forma di cono gelato.

Commercialmente, il cono gelato può diventare un veicolo pubblicitario ed essere rappresentato in varie grafiche, logo, clip art, insegna, gioielli o forme ad esempio di una gelateria, o un camioncino dei gelati e altro.